# Silene talyschensis
Silene talyschensis är en nejlikväxtart som beskrevs av Boris Konstantinovich Schischkin. Silene talyschensis ingår i släktet glimmar, och familjen nejlikväxter. Inga underarter finns listade i Catalogue of Life.